# Árvay István (jogász)
Iszkázi Árvay István Elek Vendel (Iszkáz, Veszprém vármegye, 1818. december 26. (keresztelés) – Zalaegerszeg, Zala vármegye, 1889. június 17.) magyar jogász, ügyvéd, gyorsíró, gazdasági író és újságíró, a "Zalavármegyei Gazdasági Egyesület" elnöke 1871 és 1883 között, a Szabadelvű Párt zalaegerszegi kerület elnöke.

## Családja és származása
A nemesi származású  iszkázi Árvay családban született. Apja ifjabb iszkázi Árvay Lajos (1795–1844), földbirtokos, anyja a felsőpataki Bosnyák családból való felsőpataki Bosnyák Mária volt. Az apai nagyszülei idősebb iszkázi Árvay Lajos, földbirtokos valamint miskei és monostori Thassy Terézia (1768–1810) voltak. Az anyai nagyszülei felsőpataki Bosnyák Márton (1760–1813), földbirtokos, és nemes Bolla Borbála (1767–1805) voltak. Árvay István 1818-ban született az akkoriban Veszprém vármegyéhez tartozó Iszkázban. Árvay István nagynénje iszkázi Árvay Anna (1794–1813), akinek a férje csáfordi Csillagh Lajos (1789–1860) az 1848-as szabadságharc alatt Zala vármegye első alispánja, illetve az 1848-as Zala megyei állandó bizottmány elnöke, táblabíró, földbirtokos. Fivére iszkázi Árvay Sándor (1826–1914), 1848-as honvád hadnagy, járásbíró. Leánytestvérei: iszkázi Árvay Mária (1821–1895), akinek a férje martonfalvai Martonfalvay Elek (1820–1904), a győri királyi törvényszéki elnöke, 1848/9-ben Veszprém vármegye szolgabirája és nemzetőr tiszt, földbirtokos, valamint iszkázi Árvay Borbála (1826–1883), akinek a férje tubolyszeghi Tuboly Farkas, ügyvéd, tiszteletbeli zalamegyei alügyész, földbirtokos volt.

## Élete és munkássága
Gimnáziumi tanulmányait Veszprém és Szombathely városában folytatta. Ezt követően elvégezte a jogi akadémiát Győrött. 1840-ben tette le ügyvédi vizsgáit, majd Zalaegerszegen telepedett le mint Zala vármegye gyorsírója. 1846-tól kezdve a Pesti Hírlap címet viselő folyóirat tudósítójaként is tevékenykedett. Az 1848. július 2-án megnyílt országgyűlés alkalmával a kormány gyorsírónak nevezte ki, ennek köszönhetően ő töltötte be ezt a posztot az 1847–1848-as országgyűlésen. Miután onnan visszatért korábbi lakhelyére, 1850-től Zalaegerszegen a város jegyzői tisztségét látta el. Ezután több uradalom ügyésze lett.
1862-től kezdődően több gazdasági témájú szakcikket írt a Falusi Gazda című újságba. Az elkövetkező években is ezen a területen működött, ugyanis egyebek mellett több cikket közölt a Kanizsai Lapok, a Zala és a Zalamegye című újságok hasábjain. 1871-től Árvay töltötte be a Zalamegyei Gazdasági Egyesület elnöki tisztségét, amelyet 1883-ig viselt. 1874-es megalakulásakor a zalaegerszegi ügyvédi kamara elnöke lett, a posztját tizenöt évvel később bekövetkezett haláláig meg is tartotta. Aktívan foglalkozott a Balaton-felvidéki bortermelés problémáival. Egyetlen nyomtatásban megjelent munkája is ezzel a témával kapcsolatos, és az Okszerű és hasznos bortermelés kézikönyve címet viseli. A kötetet a Zalamegyei Gazdasági Egyesület ötven darab tízfrankos arannyal jutalmazta mint pályaművet. Az 1881-ben megjelent 77 oldalas könyvet Nagykanizsán jelentették meg. Árvay István 1889-ben, hetvenegy éves korában hunyt el Zalaegerszegen.

## Házasságai és gyermekei
1844. május 20.-án Zalaegerszegen feleségül vette a rómaki katolikus zalaegerszegi polgári származású Reisinger Karolina Erzsébetet (*Zalaegerszeg, 1827 január 27.–†Zalaegerszeg, 1854. május 8.), akinek a szülei Reisinger József és Adorján Mária voltak. Árvay István és Reisinger Karolin házasságából született:
- iszkázi Árvay Borbála Kornália (1845–†?)
- iszkázi Árvay Mária (1847–†?)
- iszkázi Árvay Karolin (Zalaegerszeg, 1849. február 23.–†Zalaegerszeg, 1930. február 9.). Férje: miskei és monostori Thassy Ferenc (Zalaegerszeg, 1852. december 30.–†Zalaegerszeg, 1901. december 30.), földbirtokos.[7]
- iszkázi Árvay Lajos (Zalaegerszeg, 1852. december 31. – Zalaegerszeg, 1924. augusztus 1.) Zala vármegye alispánja, földbirtokos, vármegye bizottsági tag, a "Zalamegyei Gazdasági Egyesület" tagja.[8][8] Neje, csáfordi Csillagh Sarolta  (*Bekeháza, 1860. február 26.–†Budapest, 1935. november 26.).
- iszkázi dr. Árvay István (1854-1887), jogász, ügyvéd. Neje, csáfordi Csillagh Mária Matild (1864-1906).

## Munkái
- Okszerű és hasznos bortermelés kézikönyve. Különös figyelemmel Zalamegye helyi viszonyaira. Nagykanizsa: Fischel Fülöp, 1881. 77 [+ 3] o. + 1 melléklet.